# دانغانرونبا
دانغانرونبا (باليابانية: (ダンガンロンパ) (بالإنجليزية: Danganronpa)‏ هي لعبة فيديو من نوع رواية مرئية، تم انشاءها من طرف سبايك شونسوفت، وهي متوفرة على عدة منصات مثل البلايستايشن، الويندوز، الأندرويد، IOS.

## التسمية
دانغانرونبا هي كلمة مركبة من: دانغان (弾丸) وتعني «رصاصة»، رونبا (論破) وتعني «الفوز في جدال»، وبذلك تعني «الفوز في جدال بواسطة رصاصة» والذي يعبر عن طريقة لعب اللعبة.

## الشخصيات
Danganronpa: Kibou no Gakuen to Zetsubou no Koukousei The Animation
1- نايجي ماكوتو (naegi makoto)
2- كيوكو كيريغيري (Kyouko Kirigiri)
3- جونكو اينوشيما (Junko Enoshima)
4- مونوكوما (monokuma)
5- مونومي (monomi)
6- توغامي بياكويا (Togami Byakuya)
7- اساهينا اوي (Asahina Aoi)
8- فوكاوا توكو (Fukawa Touko)
9- هاجاكوري ياسوهيرو (Hagakure Yasuhiro)
10- فوجيسكي تشيهيرو (Fujisaki Chihiro)